# Horbelev
Horbelev är en ort på ön Falster i Danmark.   Den ligger i Guldborgsunds kommun och Region Själland, i den sydöstra delen av landet, 100 km söder om Köpenhamn. Horbelev ligger 16 meter över havet och antalet invånare är 583. Närmaste större samhälle är Nykøbing Falster, 13 km sydväst om Horbelev. 